# (9062) Ohnishi
(9062) Ohnishi (1992 WO5) – planetoida z pasa głównego asteroid okrążająca Słońce w ciągu 3,57 lat w średniej odległości 2,33 au. Odkryta 27 listopada 1992 roku.